# Rusia en los Juegos Europeos de Minsk 2019
Rusia participó en los Juegos Europeos de Minsk 2019. Responsable del equipo nacional fue el Comité Olímpico Ruso.
El portador de la bandera en la ceremonia de apertura fue el practicante de sambo Artiom Osipenko.

## Medallistas
El equipo de Rusia obtuvo las siguientes medallas:
| Nombre | Deporte               | Competición                          |
| --- | --------------------- | ------------------------------------ |
| Oro |                       |                                      |
| Yelena Sokolova | Atletismo             | Salto de longitud F                  |
| Ilia Karpenkov Kiril Pisklov Stanislav Sharov Alexei Zherdev | Baloncesto 3x3        | Torneo M                             |
| Muslim Gadzhimagomedov | Boxeo                 | Pesado (–91 kg) M                    |
| Ivan Smirnov | Ciclismo en pista     | Persecución individual M             |
| Gleb Syritsa Nikita Bersenev Lev Gonov Ivan Smirnov | Ciclismo en pista     | Persecución por equipos M            |
| Anastasiya Voinova | Ciclismo en pista     | Velocidad individual F               |
| Daria Shmeliova Anastasiya Voinova | Ciclismo en pista     | Velocidad por equipos F              |
| Daria Shmeliova | Ciclismo en pista     | 500 m contrarreloj F                 |
| Viktoriya Aksenova Kiril Startsev | Gimnasia acrobática   | Par mixto – Dinámico                 |
| Viktoriya Aksenova Kiril Startsev | Gimnasia acrobática   | Par mixto – Concurso completo        |
| Garsevan Dzhanazian Timur Kulayev Ilia Ostapenko Piotr Perminov Roman Semionov | Gimnasia aeróbica     | Grupo mixto                          |
| David Beliavski | Gimnasia artística    | Concurso individual M                |
| David Beliavski | Gimnasia artística    | Caballo con arcos M                  |
| Anguelina Melnikova | Gimnasia artística    | Concurso individual F                |
| Anguelina Melnikova | Gimnasia artística    | Barras asimétricas F                 |
| Dina Averina | Gimnasia rítmica      | Concurso individual F                |
| Dina Averina | Gimnasia rítmica      | Aro F                                |
| Dina Averina | Gimnasia rítmica      | Cuerda F                             |
| Vera Biriukova Anastasiya Maximova Anastasiya Shishmakova Anzhelika Stubailo Mariya Tolkachova | Gimnasia rítmica      | Conjuntos 5 con pelota F             |
| Arman Adamian | Judo                  | –100 kg M                            |
| Daria Mezhetskaya | Judo                  | –57 kg F                             |
| Jusein Jalmurzayev Alan Jubetsov Musa Mogushkov Inal Tasoyev Denis Yartsev Kazbek Zankishiyev Alexandra Babintseva Xeniya Chibisova Daria Davydova Anastasiya Konkina Daria Mezhetskaya Aliona Prokopenko | Judo                  | Equipo mixto                         |
| Stepan Marianian | Lucha grecorromana    | 60 kg M                              |
| Zaur Kabaloyev | Lucha grecorromana    | 67 kg M                              |
| Alexandr Chejirkin | Lucha grecorromana    | 77 kg M                              |
| Zaurbek Sidakov | Lucha libre           | 74 kg M                              |
| Dauren Kurugliyev | Lucha libre           | 86 kg M                              |
| Abdulrashid Sadulayev | Lucha libre           | 97 kg M                              |
| Anzor Jizriyev | Lucha libre           | 125 kg M                             |
| Artiom Kuzajmetov Alexandr Sergueyev Oleg Gusev Vitali Yershov | Piragüismo            | K4 500 m M                           |
| Ruslan Bagdasarian | Sambo                 | –62 kg M                             |
| Andrei Perepeliuk | Sambo                 | –82 kg M                             |
| Serguei Riabov | Sambo                 | –90 kg M                             |
| Yelena Bondareva | Sambo                 | –48 kg F                             |
| Diana Riabova | Sambo                 | –52 kg F                             |
| Tatiana Kazeniuk | Sambo                 | –56 kg F                             |
| Yekaterina Onoprienko | Sambo                 | –64 kg F                             |
| Artiom Chernousov | Tiro                  | Pistola 10 m M                       |
| Serguei Kamenski | Tiro                  | Rifle 3 posiciones 50 m M            |
| Yuliya Zykova | Tiro                  | Rifle 3 posiciones 50 m F            |
| Artiom Chernousov Vitalina Batsarashkina | Tiro                  | Pistola 10 m equipo mixto            |
| Yuliya Karimova Serguei Kamenski | Tiro                  | Rifle 10 m equipo mixto              |
| Artiom Chernousov Margarita Lomova | Tiro                  | Pistola 50 m equipo mixto            |
| Natalia Avdeyeva Anton Bulayev | Tiro con arco         | Compuesto equipo mixto               |
| Plata |                       |                                      |
| Ilia Ivaniuk | Atletismo             | Salto de altura M                    |
| Yekaterina Staryguina | Atletismo             | Jabalina F                           |
| Gabil Mamedov | Boxeo                 | Ligero (–60 kg) M                    |
| Jariton Agrba | Boxeo                 | Wélter (–69 kg) M                    |
| Svetlana Soluyanova | Boxeo                 | Mosca (–51 kg) F                     |
| Yevgueniya Augustinas | Ciclismo en pista     | Ómnium F                             |
| Viktoriya Aksenova Kiril Startsev | Gimnasia acrobática   | Par mixto – Dinámico                 |
| Dmitri Lankin | Gimnasia artística    | Salto de potro M                     |
| Anguelina Melnikova | Gimnasia artística    | Salto de potro F                     |
| Anguelina Melnikova | Gimnasia artística    | Barra F                              |
| Dina Averina | Gimnasia rítmica      | Mazas F                              |
| Mijail Melnik | Gimnasia en trampolín | Individual M                         |
| Inal Tasoyev | Judo                  | +100 kg M                            |
| Irina Dolgova | Judo                  | –48 kg F                             |
| Natalia Kuziutina | Judo                  | –52 kg F                             |
| Anastasiya Bratchikova | Lucha libre           | 68 kg F                              |
| Kiril Shamshurin | Piragüismo            | C1 1000 m M                          |
| Sayan Jertek | Sambo                 | –57 kg M                             |
| Stanislav Skriabin | Sambo                 | –74 kg M                             |
| Zhanara Kusanova | Sambo                 | –80 kg F                             |
| Serguei Kamenski | Tiro                  | Rifle 10 m M                         |
| Anastasiya Galashina Vladimir Maslennikov | Tiro                  | Rifle 10 m equipo mixto              |
| Natalia Avdeyeva | Tiro con arco         | Compuesto individual F               |
| Bronce |                       |                                      |
| Vladimir Ivanov Ivan Sozonov | Bádminton             | Doble M                              |
| Yevgueniya Kosetskaya | Bádminton             | Individual F                         |
| Yekaterina Bolotova Alina Davletova | Bádminton             | Doble F                              |
| Daria Abramova | Boxeo                 | Gallo (–57 kg) F                     |
| Anastasiya Beliakova | Boxeo                 | Ligero (–60 kg) F                    |
| Darima Sandakova | Boxeo                 | Medio (–75 kg) F                     |
| Denis Dmitriyev | Ciclismo en pista     | Velocidad individual M               |
| Denis Dmitriyev | Ciclismo en pista     | Keirin M                             |
| Dmitri Mujomediarov | Ciclismo en pista     | Puntuación M                         |
| Daria Shmeliova | Ciclismo en pista     | Velocidad individual F               |
| Daria Shmeliova | Ciclismo en pista     | Kerin F                              |
| Tamara Dronova | Ciclismo en pista     | Persecución individual F             |
| Diana Klimova Mariya Novolodskaya | Ciclismo en pista     | Madison F                            |
| Tatiana Konakova Grigori Shijaleyev | Gimnasia aeróbica     | Par mixto                            |
| Vladislav Poliashov | Gimnasia artística    | Concurso individual M                |
| Dina Averina | Gimnasia rítmica      | Pelota F                             |
| Vera Biriukova Anastasiya Maximova Anastasiya Shishmakova Anzhelika Stubailo Mariya Tolkachova | Gimnasia rítmica      | Conjuntos concurso completo F        |
| Irina Kundius Yana Pavlova | Gimnasia en trampolín | Sincronizado F                       |
| Jusein Jalmurzayev | Judo                  | –90 kg M                             |
| Xeniya Chibisova | Judo                  | +78 kg F                             |
| Yevgueni Plajutin | Karate                | Kumite –60 kg M                      |
| Alexandr Golovin | Lucha grecorromana    | 97 kg M                              |
| Serguei Semionov | Lucha grecorromana    | 130 kg M                             |
| Zaur Uguyev | Lucha libre           | 57 kg M                              |
| Ajmed Chakayev | Lucha libre           | 65 kg M                              |
| Stalvira Orshush | Lucha libre           | 53 kg F                              |
| Mariya Kuznetsova | Lucha libre           | 62 kg F                              |
| Vladislav Litovka Roman Anoshkin | Piragüismo            | K2 1000 m M                          |
| Kiril Shamshurin Ilia Pervujin | Piragüismo            | C2 1000 m M                          |
| Kira Stepanova Anastasiya Panchenko | Piragüismo            | K2 500 m F                           |
| Xeniya Kurach Olesia Romasenko | Piragüismo            | C2 500 m F                           |
| Andrei Kurbakov | Sambo                 | –52 kg M                             |
| Nikita Kletskov | Sambo                 | –68 kg M                             |
| Alsim Chernoskulov | Sambo                 | –100 kg M                            |
| Artiom Osipenko | Sambo                 | +100 kg M                            |
| Yana Kostenko | Sambo                 | –60 kg F                             |
| Marina Mojnatkina | Sambo                 | –68 kg F                             |
| Galina Ambartsumian | Sambo                 | –72 kg F                             |
| Anna Balashova | Sambo                 | +80 kg F                             |
| Polina Jorosheva | Tiro                  | Rifle 3 posiciones 50 m F            |
| Alexei Alipov Margarita Semianova | Tiro                  | Foso equipo mixto                    |
| Kiril Grigorian Polina Jorosheva | Tiro                  | Rifle pos. tendida 50 m equipo mixto |